# فريدريك نولان
فريدريك نولان (بالإنجليزية: Frederick Nolan)‏ هو كاتب بريطاني، ولد في 7 مارس 1931.

## وصلات خارجية
- فريدريك نولان على موقع IMDb (الإنجليزية)
- فريدريك نولان على موقع قاعدة بيانات الفيلم (الإنجليزية)